# Selección femenina de hockey sobre hierba de Gales
La selección femenina de hockey sobre hierba de Gales representa a Gales en el hockey sobre césped femenino internacional, con la excepción de los Juegos Olímpicos, en los que las jugadoras galesas son elegibles para jugar en la selección femenina de hockey sobre hierba del Reino Unido como seleccionado. Los principales objetivos del país, según lo establecido por Hockey Wales, el organismo rector nacional de Gales para el hockey, son los campeonatos de EuroHockey, la Liga Mundial y los Juegos de la Mancomunidad.

## Participaciones

### Copa Mundial de Hockey Femenino
- 1983 - 12°

### Campeonato de EuroHockey Femenino
- 1987 - 8°
- 1991 - 9°
- 2003 - 12°

### EuroHockey Championship II
- 2005 - 7°
- 2009 -
- 2011 - 8°
- 2015 - 5°
- 2017 - 4°
- 2019 - 5°
- 2021 - Clasificado

### EuroHockey Championship III
- 2007 -
- 2013 -

### Juegos de la Mancomunidad
- 1998 - 11°
- 2010 - 8°
- 2014 - 9°
- 2018 - 9°

### Liga Mundial de Hockey
- 2012-13 - Ronda 1
- 2016-17 - 22º lugar

### Serie de Hockey
- 2018-19 - Segunda ronda

## Jugadoras

### Equipo actual
Estas fueron las 18 jugadoras seleccionadas para el EuroHockey Championship II de 2019 en Glasgow, Escocia, del 4 al 10 de agosto de 2019.
Partidos y goles (incluidos los partidos para Gran Bretaña) actualizados al 10 de octubre de 2019 de agosto después del partido contra la República Checa.
Entrenador: Kevin Johnson
| No. | Pos.           | Nombre                      | Fecha de nacimiento (edad)         | Pdos. | Goles | Equipo                  |
| --- | -------------- | --------------------------- | ---------------------------------- | ----- | ----- | ----------------------- |
| 1   | Portero        | Rose Thomas                 | 5 de mayo de 1992 (28 años)        | 76    | 0     | Holcombe                |
| 12  | Portero        | Lauren Roberts              | 21 de marzo de 1999 (22 años)      | 1     | 0     | Eastbourne              |
| 2   | Defensa        | Julie Whiting               | 29 de octubre de 1994 (26 años)    | 56    | 0     | Beeston                 |
| 15  | Defensa        | Beth Bingham                | 21 de enero de 1995 (26 años)      | 85    | 3     | Holcombe                |
| 17  | Defensa        | Leah Wilkinson ( capitana ) | 3 de diciembre de 1986 (34 años)   | 172   | 23    | Holcombe                |
| 21  | Defensa        | Xenna Hughes                | 19 de septiembre de 1992 (28 años) | 92    | 5     | Bowdon                  |
| 27  | Defensa        | Jo Westwood                 | 4 de agosto de 1993 (27 años)      | 111   | 11    | Holcombe                |
| 28  | Defensa        | Emily Rowlands              | 14 de mayo de 1995 (25 años)       | 33    | 0     | Hampstead & Westminster |
| 7   | Centrocampista | Sian francés                | 19 de junio de 1991 (29 años)      | 110   | 7     | Bowdon                  |
| 8   | Centrocampista | Sarah Jones                 | 25 de junio de 1990 (30 años)      | 118   | 11    | Holcombe                |
| 13  | Centrocampista | Danielle Jordan             | 13 de enero de 1996 (25 años)      | 88    | 9     | HV Victoria             |
| 14  | Centrocampista | Ellie Laity                 | 9 de mayo de 1994 (26 años)        | 53    | 9     | Clifton Robinsons       |
| 18  | Centrocampista | Izzie Howell                | 22 de febrero de 2000 (21 años)    | 26    | 0     | Durham University       |
| 23  | Centrocampista | Hannah Cozens               | 8 de abril de 1997 (23 años)       | 54    | 2     | East Grinstead          |
| 5   | Delantero      | Natasha Marke-Jones         | 6 de noviembre de 1990 (30 años)   | 90    | 13    | Clifton Robinsons       |
| 6   | Delantero      | Sophie Robinson             | 13 de septiembre de 1988 (32 años) | 37    | 9     | Belper                  |
| 10  | Delantero      | Phoebe Richards             | 26 de marzo de 1993 (28 años)      | 112   | 20    | Clifton Robinsons       |
| 29  | Delantero      | Izzy Webb                   | 10 de agosto de 1998 (22 años)     | 24    | 2     | Clifton Robinsons       |

### Equipo de entrenamiento
| - Jodie Beddow - Alice Bennett - Beaumont Stephanie - Megan Bowen - Emma Brierley - Amy Burton - Lora Constable - Sara Mererid Davies - Sara Rebecca Davies - Cari Davies | - Bethan Doughty - Emily Drysdale - Lauren Dunn - Katy Gannon - Sioned Harries - Caro Hulme - Lottie Hulme - Ella Jackson - Lizzie Jones - Chloe Jordan | - Catryn Langley - Rhian Lewis - Megan Lewis-Williams - Grace Mitchell - Katie Mulroy - Ellie New - Cerys Preston - Gemma Pryce - Elissa Ratti - Lauren Roberts | - Jemma Robson - Jess Roe - Libby Sims - Olivia Strickland - Tali Swinburne - Sarah-Jayne Thornburn - Morgann Williams - Beth Wood |